# Mandela Egbo
Mandela Chinweizu Egbo (sinh ngày 17 tháng 8 năm 1997) là một cầu thủ bóng đá người Anh thi đấu ở vị trí hậu vệ cho Borussia Mönchengladbach.

## Sự nghiệp câu lạc bộ
Anh chuyển từ Crystal Palace sang câu lạc bộ Đức Borussia Mönchengladbach at the age of 17.

## Sự nghiệp quốc tế
Egbo sinh ra ở Anh có gốc Nigeria. He is a youth international for England.

## Danh hiệu
U-17 Anh
- Giải vô địch bóng đá U-17 châu Âu: 2014[6]